# Rallye Monte Carlo 2007

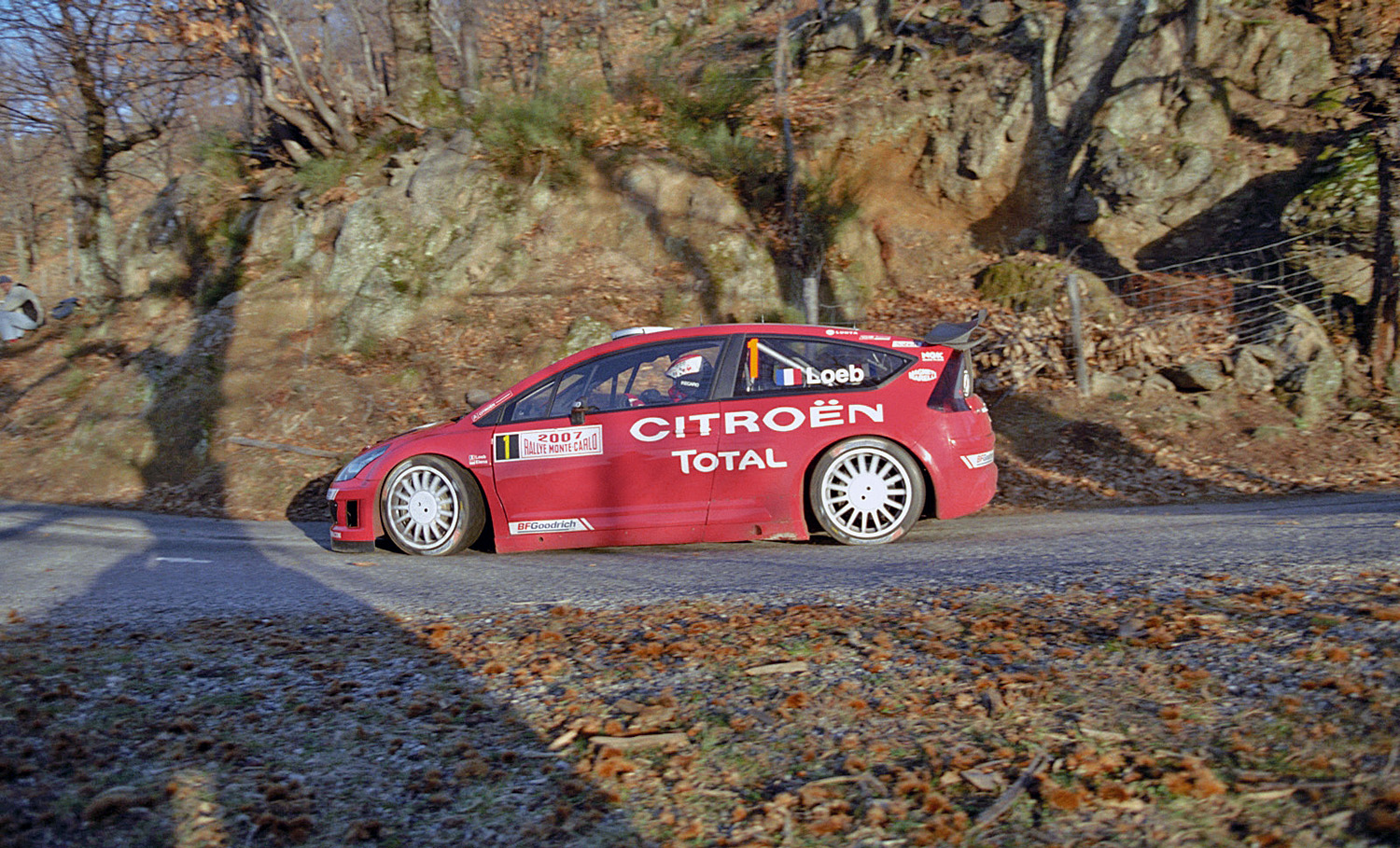
Sébastien Loeb und Daniel Elena im Citroën C4 WRC bei der Rallye Monte Carlo 2007

Die 75. Rallye Monte Carlo war der erste von 16 FIA-Weltmeisterschaftsläufen 2007. Die Rallye bestand aus 15 Wertungsprüfungen und wurde zwischen dem 18. und dem 21. Januar gefahren.

## Bericht
Schon früh war klar, dass sich Sébastien Loeb eigentlich nur selbst schlagen kann bei der Rallye Monte Carlo 2007. Nahezu ungefährdet hatte er den prestigeträchtigen Weltmeisterschaftslauf gewonnen mit dem neuen Modell C4. Mit dem zweiten Rang von Dani Sordo wurde der Erfolg für Citroën komplementiert. Für Sordo war es das beste Ergebnis bis anhin, dass er in der Rallye-Weltmeisterschaft einfahren konnte. Auf Platz drei kam Marcus Grönholm mit dem Ford Focus RS WRC. Das Siegerpodium stand schon vor der letzten, kurzen Wertungsprüfung (2,8 Kilometer) im Hafen von Monte Carlo fest. Teamkollege Sordo griff Loeb nicht mehr an und Grönholm war schon über eine Minute zurück.
Richtig spannend war der Kampf um Platz vier zwischen Subaru-Pilot Chris Atkinson und Mikko Hirvonen im zweiten Ford des Werkteams. Mit nur 0,8 Sekunden Unterschied gingen sie in die letzte Wertungsprüfung, Atkinson entschied das Duell für sich und wurde mit dem hauchdünnen Vorsprung von 0,2 Sekunden Vierter. Petter Solberg (Subaru) rundete die ersten sechs Rangierungen ab hinter Hirvonen.

## Klassifikationen

### Endresultat
| Pos | Fahrer            | Beifahrer       | Auto                   | Zeit      | Rückstand | Punkte |
| --- | ----------------- | --------------- | ---------------------- | --------- | --------- | ------ |
| 01  | Sébastien Loeb    | Daniel Elena    | Citroën C4 WRC         | 3:10:27.4 | 0:00.0    | 10     |
| 02  | Dani Sordo        | Marc Marti      | Citroën C4 WRC         | 3:11:05.6 | 0:38.2    | 08     |
| 03  | Marcus Grönholm   | Timo Rautiainen | Ford Focus RS WRC      | 3:11:50.2 | 1:22.8    | 06     |
| 04  | Chris Atkinson    | Glenn MacNeall  | Subaru Impreza S12 WRC | 3:12:55.5 | 2:28.1    | 05     |
| 05  | Mikko Hirvonen    | Jarmo Lehtinen  | Ford Focus RS WRC      | 3:12:55.7 | 2:28.3    | 04     |
| 06  | Petter Solberg    | Phil Mills      | Subaru Impreza S12 WRC | 3:13:39.4 | 3:12.0    | 03     |
| 07  | Toni Gardemeister | Jakke Honkanen  | Mitsubishi Lancer WRC  | 3:14:07.3 | 3:39.9    | 02     |
| 08  | Jan Kopecký       | Filip Schovánek | Škoda Fabia WRC        | 3:15:06.8 | 4:39.4    | 01     |
| 09  | Jean-Marie Cuoq   | David Marty     | Peugeot 307 WRC        | 3:16:27.1 | 5:59.7    | 0      |
| 10  | Manfred Stohl     | Ilka Minor      | Citroën Xsara WRC      | 3:17:04.7 | 6:37.3    | 0      |

### Wertungsprüfungen
| Tag                                     | WP                                      | Name                | Länge    | Start MEZ      | Fahrer             | Auto               | Zeit        | Ø km/h      | Leader         |
| --------------------------------------- | --------------------------------------- | ------------------- | -------- | -------------- | ------------------ | ------------------ | ----------- | ----------- | -------------- |
| Tag 1 18. Jan.                          | WP1                                     | St Jean En Royans   | 28,52 km | 19:16          | Sébastien Loeb     | Citroën C4 WRC     | 13:58.7     | 122,42 km/h | Sébastien Loeb |
| Tag 1 18. Jan.                          | WP2                                     | La Cime Du Mas      | 17,87 km | 20:06          | Sébastien Loeb     | Citroën C4 WRC     | 09:31.2     | 112,63 km/h | Sébastien Loeb |
| Tag 1 18. Jan.                          | Service Park Valence 21:34 Uhr (45 Min) |                     |          |                |                    |                    |             |             | Sébastien Loeb |
| Tag 2 19. Jan.                          |                                         |                     |          |                |                    |                    |             |             | Sébastien Loeb |
| Service Park Valence 06:50 Uhr (10 Min) |                                         |                     |          |                |                    |                    |             |             | Sébastien Loeb |
| WP3                                     | St Pierreville 1                        | 46,20 km            | 08:19    | Dani Sordo     | Citroën C4 WRC     | 29:43.4            | 93,26 km/h  |             | Sébastien Loeb |
| WP4                                     | Burzet 1                                | 16,47 km            | 10:13    | Sébastien Loeb | Citroën C4 WRC     | 09:39.3            | 102,35 km/h |             | Sébastien Loeb |
| WP5                                     | St Martial 1                            | 12,81 km            | 10:59    | Dani Sordo     | Citroën C4 WRC     | 08:00.7            | 95,94 km/h  |             | Sébastien Loeb |
| Service Park Valence 13:28 Uhr (30 Min) |                                         |                     |          |                |                    |                    |             |             | Sébastien Loeb |
| WP6                                     | St Pierreville 2                        | 46,20 km            | 15:17    | Sébastien Loeb | Citroën C4 WRC     | 28:29.7            | 97,28 km/h  |             | Sébastien Loeb |
| WP7                                     | Burzet 2                                | 16,47 km            | 17:11    | Dani Sordo     | Citroën C4 WRC     | 09:43.2            | 101,67 km/h |             | Sébastien Loeb |
| WP8                                     | St Martial 2                            | 12,81 km            | 17:57    | Sébastien Loeb | Citroën C4 WRC     | 08:16.4            | 92,9 km/h   |             | Sébastien Loeb |
| Service Park Valence 19:56 Uhr (45 Min) |                                         |                     |          |                |                    |                    |             |             | Sébastien Loeb |
| Tag 3 20. Jan.                          |                                         |                     |          |                |                    |                    |             |             | Sébastien Loeb |
| Service Park Valence 06:00 Uhr (10 Min) |                                         |                     |          |                |                    |                    |             |             | Sébastien Loeb |
| WP9                                     | Labatie D’Andaure 1                     | 19,67 km            | 07:31    | Sébastien Loeb | Citroën C4 WRC     | 10:47.2            | 109,41 km/h |             | Sébastien Loeb |
| WP10                                    | St Bonnet 1                             | 25,93 km            | 08:13    | Chris Atkinson | Subaru Impreza WRC | 12:42.7            | 122,39 km/h |             | Sébastien Loeb |
| WP11                                    | Lamastre 1                              | 18,76 km            | 09:38    | Mikko Hirvonen | Ford Focus RS WRC  | 11:46.9            | 95,54 km/h  |             | Sébastien Loeb |
| Service Park Valence 11:42 Uhr (30 Min) |                                         |                     |          |                |                    |                    |             |             | Sébastien Loeb |
| WP12                                    | Labatie D’Andaure 2                     | 19,67 km            | 13:03    | Mikko Hirvonen | Ford Focus RS WRC  | 10:45.1            | 109,77 km/h |             | Sébastien Loeb |
| WP13                                    | St Bonnet 2                             | 25,93 km            | 13:45    | Chris Atkinson | Subaru Impreza WRC | 12:32.4            | 124,07 km/h |             | Sébastien Loeb |
| WP14                                    | Lamastre 2                              | 18,76 km            | 15:10    | Mikko Hirvonen | Ford Focus RS WRC  | 11:30.5            | 97,81 km/h  |             | Sébastien Loeb |
| Service Park Valence 16:29 Uhr (45 Min) |                                         |                     |          |                |                    |                    |             |             | Sébastien Loeb |
| Tag 4 21. Jan.                          | WP15                                    | Circuit Monte Carlo | 2,79 km  | 09:00          | Chris Atkinson     | Subaru Impreza WRC | 01:49.9     | 91,39 km/h  | Sébastien Loeb |

Quelle:

### Gewinner Wertungsprüfungen
| WP               | Anzahl | Fahrer         | Auto               |
| ---------------- | ------ | -------------- | ------------------ |
| 1, 2, 4, 6, 8, 9 | 6      | Sébastien Loeb | Citroën C4 WRC     |
| 3, 5, 7          | 3      | Dani Sordo     | Citroën C4 WRC     |
| 10, 13, 15       | 3      | Chris Atkinson | Subaru Impreza WRC |
| 11, 12, 14       | 3      | Mikko Hirvonen | Ford Focus RS WRC  |

### Fahrer-WM nach der Rallye
| Pos. | Fahrer          | Punkte |
| ---- | --------------- | ------ |
| 1    | Sébastien Loeb  | 10     |
| 2    | Dani Sordo      | 8      |
| 3    | Marcus Grönholm | 6      |
| 4    | Chris Atkinson  | 5      |
| 5    | Mikko Hirvonen  | 4      |

### Team-Weltmeisterschaft
| Pos. | Team               | Punkte |
| ---- | ------------------ | ------ |
| 1    | Citroën WRT        | 18     |
| 2    | Ford WRT           | 10     |
| 3    | Subaru WRT         | 8      |
| 4    | Kronos Citroën WRT | 2      |